# Dattathreya Ramachandra Kaprekar
Dattathreya Ramachandra Kaprekar (1905–1986) – indyjski matematyk amator urodzony w mieście Dahanu w okolicach Bombaju. Jego prace dotyczyły teorii liczb, ułamków okresowych oraz kwadratów magicznych. Jest także odkrywcą stałej Kaprekara.